# ديفيد ألتر
ديفيد ألتر (بالإنجليزية: David Alter)‏ هو فيزيائي وعالم ومخترِع ورائد أعمال أمريكي، ولد في 3 ديسمبر 1807 في مقاطعة ويستمورلاند في الولايات المتحدة، وتوفي في 18 سبتمبر 1881 في فريبورت في الولايات المتحدة.

## وصلات خارجية
- ديفيد ألتر على موقع إن إن دي بي (الإنجليزية)